# سنجاب زمینی دم‌دراز
سنجاب زمینی دم‌دراز (نام علمی: Urocitellus undulatus) نام یک گونه از سرده سنجاب‌های زمینی تمام‌شمالی است.